# اوکیتیت
اوکیتیت (به انگلیسی: Uakitite) ماده معدنی جدیدی است که از شهاب سنگ اوکیت (Uakit) در روسیه کشف شده‌است. ترکیب شیمیایی آن وانادیوم نیتریت با فرمول شیمیایی VN است. در حالی که ترکیبب شیمیایی اکثر شهاب سنگها از آهن و نیکل تشکیل شده، درصد کمی از آنها همانند اوکیتیت شامل مواد معدنی هستند که فقط در فضا یافت می‌شوند. همانند دیگر مونونیتریتها، این ماده بسیار سخت است و خواص آن به سختی از یک نمونه کوچک و با اندازه ۵ میکرو متر بدست آمده‌است.
به دلیل اندازه بسیار کوچک دانه‌های این ماده، پژوهشگران نتوانسته‌اند تمام خواص فیزیکی و اپتیکی آن را بررسی کنند. با این حال آنها دریافتند که اوکیتیت شباهت‌های ساختاری با دو ماده معدنی فضایی دیگر دارد. این ماده دارای رنگ خاکستری روشن است که در انعکاس نور، صورتی رنگ می‌شود و همچنین دارای سختی معدنی قابل توجه ۹ از ۱۰ است.
نامگذاری اوکیت براساس محل افتادن شهاب سنگ در روسیه در سال ۲۰۱۶ بوده و در نشست سالانه انجمن شهاب‌سنگ در مسکو (Meteoritical Society) به تأیید رسیده‌است.